# Япрынцевский сельсовет
Япрынцевский сельсовет — сельское поселение в Переволоцком районе Оренбургской области Российской Федерации.
Административный центр — село Япрынцево.

## История
Статус и границы сельского поселения установлены Законом Оренбургской области от 2 сентября 2004 года № 1424/211-III-ОЗ «О наделении муниципальных образований Оренбургской области статусом муниципального района, городского округа, городского поселения, установлении и изменении границ муниципальных образований».

## Население
| 2010 | 2012 | 2013 | 2014 | 2015  | 2016  | 2017  |
| ---- | ---- | ---- | ---- | ----- | ----- | ----- |
| 565  | ↘549 | ↘546 | ↘528 | ↗1087 | ↘1059 | ↘1010 |
| 2018 | 2019 | 2020 | 2021 |       |       |       |
| ↘981 | ↘979 | ↘957 | ↘938 |       |       |       |

## Состав сельского поселения
| № | Населённый пункт | Тип населённого пункта       | Население |
| - | ---------------- | ---------------------------- | --------- |
| 1 | Абрамовка        | село                         | ↘292      |
| 2 | Араповка         | хутор                        | 3         |
| 3 | Сенное           | село                         | ↘305      |
| 4 | Таращанка        | хутор                        | 0         |
| 5 | Япрынцево        | село, административный центр | 562       |